# SN 2007pt
SN 2007pt – supernowa typu Ia odkryta 29 października 2007 roku w galaktyce A020738-0019. W momencie odkrycia miała maksymalną jasność 20,50m.